# Miraflores (Yauyos)
Miraflores es una localidad peruana, capital del distrito homónimo, perteneciente a la provincia de Yauyos del departamento de Lima, en Perú. En el 2017 tenía una población de 187 habitantes según el INEI.